# すずきB
すずきB（すずきビー、1970年4月5日 - ）は、日本の放送作家。本名、鈴木 弘康（すずき ひろやす）。静岡県磐田市出身。静岡県立磐田南高等学校、早稲田大学社会科学部卒。
好きなこと、試合（合コン）、美味しいものを食べること、ワイン。
大学在学中、『ホットドッグ・プレス』と『さんまのナンでもダービー』でライターデビュー。デビュー当時は本名の鈴木弘康の名義だったが、現場に「鈴木」が2人いたことから鈴木Aと鈴木Bで呼び分けられ、のちにすずきBがペンネームとなり現在に至る。「ウンナンの炎のチャレンジャー」「学校へ行こう！」「ウンナンのホントコ」「メントレG」 などを経て2004年「魂のワンスプーン」を企画。
食日記「業界人がススめる魂のレストラン」の出版を機に、「龍虎飯店」「嗚呼！花の料理人」「元祖でぶや」「ペコジャニ∞」など多くのグルメ番組を企画構成。2018年11月現在、「秘密のケンミンSHOW」「ヒルナンデス」などを担当。食べ歩きが趣味で、雑誌やブログ、インスタなどで美味しいお店を紹介するほか、 過去、ワインコラム「ワインでモテるひとモテない人」を執筆。料理番組が舞台の漫画「食べもの愛がハンパない」の原案も手がける。
2009年レストラン業界を元気にするプロジェクト「CHEF-1」を立ち上げ、 2018年幻冬舎の雑誌「GOETHE」とのコラボ会員制美食サロン「北参道倶楽部」始動。 また、「食べあるキング」のバル担当として日本を食で盛り上げる他、 次世代の料理人プロジェクトCOOKQOATER（コックコーター）を企画運営。
電子書籍「離婚は遺伝だでね」「鬼ツイートハニー」で展開した結婚にまつわる独自の哲学が好評を博し、2016年9月「浮気とは午前4時の赤信号である」を出版。

## 担当番組

### 現在

#### 日本テレビ系
- 秘密のケンミンSHOW
- ヒルナンデス

#### BS日テレ
- 友近・礼二の妄想トレイン

#### BSフジ
- 日本一ふつうで美味しい植野食堂 by dancyu

#### YouTubeチャンネル
- 勝俣かっちゃんねる

### 過去

#### 日本テレビ系
- 三宅裕司のドシロウト
- 嗚呼!花の料理人
- 絵に描いたような、アレ。
- 赤丸！スクープ甲子園
- ガチガセ
- なるほどハイスクール
- ココ掘れワンワン
- 嗚呼！花の料理人
- 新どっちの料理ショー
- モー。たいへんでした

#### TBS系
- 学校へ行こう!
- ウンナンのホントコ!
- 魂のワンスプーン
- ぶっちゃけ!99
- Mr.マリックVS芸能界大スター軍団
- ペコジャニ∞!
- あさチャン
- 魂のワンスプーン
- USO?!ジャパン
- ガキバラ帝国
- ぶっちゃけ99
- ディスカバ99
- 恋のバカヤロー
- ★愛と誠★
- 天（TEN）
- サバイバー
- ジャングルTV～タモリの法則～
- 城島産業

#### フジテレビ系
- HEY!HEY!HEY! MUSIC CHAMP
- メントレG
- グータンヌーボ
- キャサリン三世
- グータン・ヌーボー
- HEY!HEY!HEY!
- 桑田佳祐の音楽寅さん
- ザ・ジャッジ
- 世界ゴリッパですね
- 木梨サイクル
- 胸さわぎの土曜日
- アイカチ
- プレゼンタイガー
- 仕立屋工場
- うっひゃ～!!はなさかロンドンブーツ

#### テレビ朝日系
- 内村プロデュース
- 龍虎飯店
- ウッチャンナンチャンの炎のチャレンジャー これができたら100万円!!
- 『ぷっ』すま
- 美女たちの日曜日
- タモリ倶楽部
- たけしのこんなはずでは
- これマジ？
- ちゃんネプ
- おネプ
- ヒメ☆ゴト
- あなたのフツーは大丈夫？激突ハッピーチェック
- 上岡龍太郎のイチャ門天
- 龍の福耳
- スポコン！
- 鶴瓶・草彅の夢中宣言「がんばります。」
- タイムボンバー
- 特捜TV！ガブリンチョ
- ウッチャンナンチャンのLOVE STATIONその恋かなえます
- さんまのザ・グレートカジノ
- さんまのナンでもダービー

#### テレビ東京系
- 週刊AKB
- 料理の怪人
- 坂上目線
- D-BOYS BE AMBITIOUS
- 料理の怪人
- ハロモニ
- 元祖！でぶや
- プラチナチケット

#### CSフジテレビ
- せんべろ女とホルモンおやじ

#### Amazon prime
- なぎスケ!

ほか

## 著書
- 業界人がススめる魂のレストラン（2005年、アーティストハウス）
- 離婚は遺伝だでね　～母ヒデコの結婚論とヒデコ日記～（2014年、エアパブリッシング）
- 鬼ツイートハニー　～僕が恐れる妻についてつぶやいた3年半の全記録～（2014年、エアパブリッシング）
- 食べもの愛がハンパない（2015年、秋田書店）
- 浮気とは午前4時の赤信号である（2016年、ワニプラス）

## 交流
- 川島なお美（女優・鎧塚俊彦とのキューピッド）
- 池間了至（小説家・中学の同級生）
- 小出正之（映画監督・中学の1学年後輩）
- 堀田延（放送作家・大学の先輩）